# 阿拉伯人
有三种方式可以判断一个人多大程度上是阿拉伯人。
- 政治上：生活在阿拉伯国家，也就是这个国家是阿拉伯联盟（جامعة الدول العربية）或者阿拉伯世界（العالم العربي）的成员。4亿多人符合这个定义。
- 语言上：母语是阿拉伯语。3亿多人符合这个定义。
- 遺傳上：祖先曾经生活在阿拉伯半岛，即古蘭經上的定義。

对于上述因素考虑的重要程度，不同的人有不同的看法。大多数认为自己是阿拉伯人的人们，是考虑到政治和语言的因素，但是也有人虽然满足上面的两条，但是基于基因的考虑而认为自己不是阿拉伯人。

## 名称
中古時期，人們慣稱伊斯蘭世界為「薩拉森」，意即東方人，等到伊斯蘭教興起後，又從十字軍口中轉變為指稱伊斯蘭教信徒。

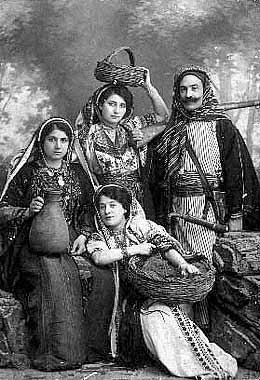
阿拉伯人

在伊斯兰教中所谓的蒙昧时代，只有阿拉比亚的游牧民族贝都因人被称为阿拉伯人。大扩张之后倭马亚王朝建立，只有源出阿拉伯半岛、血统纯正的人才有资格自称阿拉伯人，拥有高贵的身份；而到了阿拔斯王朝，文明的融合进一步加强。阿拉伯人这个概念，逐渐包括了帝国属下所有使用阿拉伯语、信仰伊斯兰的各族人民。以上是简便的说法，民族的斗争与融合要复杂得多。很多人可以承受异族的统治，甚至皈依他们的宗教（一个重要的原因是为了避税），但他们一直沒有放弃自己的语言。直到阿拔斯王朝的末期，阿拉伯语才成为整个帝国的通用语言。
和猶太人一樣，同屬閃族的分支。根據伊斯蘭傳統的說法，阿拉伯人的祖先是易斯馬儀（以實瑪利），而易斯馬儀則是易斯哈格（以撒）的同父異母兄弟，是易卜拉欣（亞伯拉罕）的長子。因此，猶太人和阿拉伯人同是兄弟，這一對兄弟的紛爭已經有一千四百餘年了。
今日，阿拉伯人口數量眾多，且與猶太人的紛爭不斷。

## 宗教經典對阿拉伯人（游牧人）的描述

### 聖經
- 在公元前2000，許多說閃語的部落從北部到達現代稱為也門和西亞丁的地區，在此定居，後來形成了哈薩瑪非（創世记10：26）等王國。
- 創世紀10稱許多南阿拉伯的人民為古實（10：6）和約坍（10：25）的後裔。
- 一系列主要來自北阿拉伯的部落，被列為亞伯拉罕（易卜拉欣）從基土拉和夏甲所生的後裔。（創世记25：1至18）
- 在以掃的後裔中，創世紀36也提到一些阿拉伯種族。
- 在雅各（葉爾弧白）時代，亞伯拉罕（易卜拉欣）的後裔中，有米甸的以實瑪利（易司馬儀）人，他們從事旅商隊的生意。（創世记37：25，36）
- 所羅門（素萊曼）王與外邦有廣泛貿易關係，他在紅海的港口以旬迦別在貿易上扮演重要的角色。（列王纪上9：26至28）
- 示巴女王來見所羅門（素萊曼）。（列王纪上10：1至13）
- 阿拉伯諸王帶金銀給所羅門（素萊曼）。（歷代志下9：14；列王纪上10：15〕
- 在公元前9世紀，阿拉伯人送猶大的約沙法公綿羊七千七百隻、公山羊七千七百隻。（歷代志下17：11）
- 非利士人和靠近古實的阿拉伯人攻擊繼承約沙法的約蘭。他們上來攻擊猶大、侵入境內、擄掠了王宮裏所有的財貨、和他的妻子、兒女．除了他小兒子約哈斯〔又名亞哈謝〕之外、沒有留下一個兒子。（歷代志下21：16，17）
- 耶路撒冷的居民立約蘭的小兒子亞哈謝接續他作王．因為跟隨阿拉伯人來攻營的軍兵曾殺了亞哈謝的眾兄長。（歷代志下22：1）
- 在8世紀，亞撒利雅收回以拉他、仍歸猶大．又重新修理。（列王纪下14：22）
- 在希西家時代，阿拉伯北部的游牧民族是以色列人所知的。（以賽亞書13：20；21：13）
- 在約西亞時代，阿拉伯人在曠野埋伏（經商）。（耶利米書3：2）
- 在猶大國末了的日子裏，阿拉伯人經商的角色愈加顯著。（耶利米書25：23，24；以西結書27）
- 阿拉伯人基善設法阻撓尼希米重建耶路撒冷。（尼希米記2：19；6：1）
- 保羅歸主之後往阿拉伯去。（加拉太書1：17）
- 夏甲二字是指著阿拉伯的西乃山。（加拉太書4：25）這是指西乃半島亞喀巴灣對岸東面鄰近的地區。

### 古蘭經
- 游牧人中有人托故來向穆罕默德請假，他們中不信道者，將遭受痛苦的刑罰。（古蘭經9：90）
- 游牧的阿拉伯人是更加不信的，是更加偽信的，是更不能明白真主降示穆罕默德的法度的。（古蘭經9：97）
- 麥地那人和他們四周的游牧的阿拉伯人，不該逗留在後方，而不隨穆罕默德出征；不該只顧自己的安逸，而不與穆罕默德共患難。（古蘭經9：120）
- 不信道者以為同盟軍還沒有撤退，如果同盟軍卷土重來，他們將希望自己在沙漠中的游牧的阿拉伯人中間。（古蘭經33：20）
- 留在後方的游牧人們將說：「我們要照料我們的家產和家屬，所以請你為我們求饒。」他們說的不是心裡話。（古蘭經48：11）
- 穆罕默德對逗留在後方的游牧人說：「你們將被召去討伐一群剽悍的民眾，或他們歸順。如果你們服從命令，真主就以優美的報酬賞賜你們；如果你們還像以前那樣規避，他就使你們受痛苦的刑罰。」（古蘭經48：16）
- 游牧人們曾說：「我們已經信道了。」他們沒有信道。雖然他們已歸順了，但正信還沒有入他們的心。（古蘭經49：14）

## 认同
阿拉伯身份由多重因素塑造，如血统渊源、历史进程、语言体系、习俗规范及文化传统等。其演变轨迹贯穿历史上帝国兴衰、殖民统治与政治动荡的整个历程。阿拉伯社群历经挑战，但仍凭借共同的文化维系着身份认同。当今，阿拉伯认同在复杂政治、社会与经济环境中持续演化，历经挑战，但作为阿拉伯世界历史文化肌理的核心元素，为全球阿拉伯社群所传承与颂扬。
阿拉伯人的身份认同独立于宗教认同。如今大多数阿拉伯人信仰伊斯兰教，也有少数群体信奉其他宗教，主要为基督宗教，亦有德鲁兹教徒和巴哈伊信徒，在伊斯兰教传播之前，也存在过阿拉伯基督教王国及阿拉伯犹太部落。在阿拉伯世界的传统认知中，父系血统是判定民族归属及部落身份的核心依据。

## 部落世系

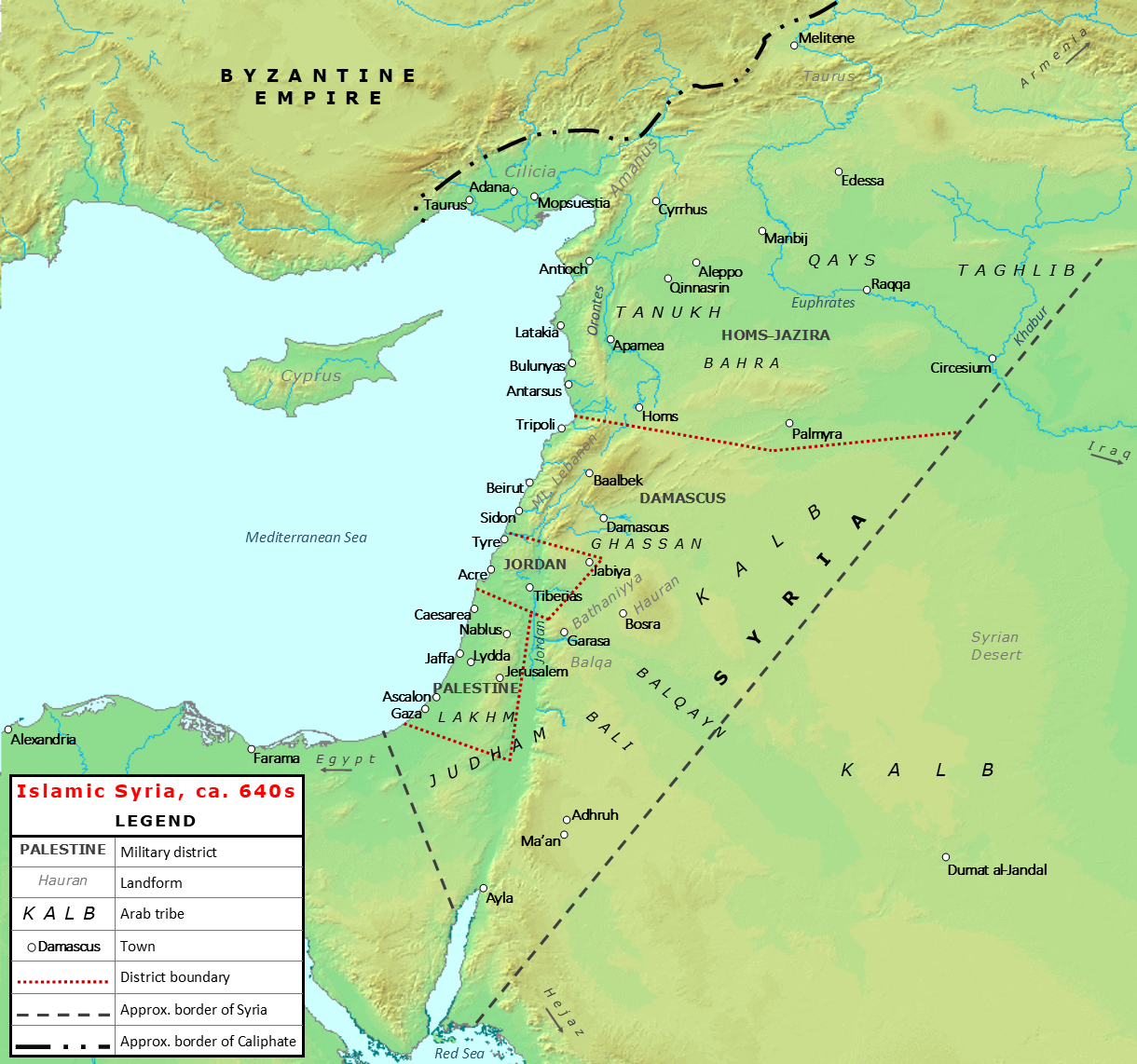
也门部落（含巴努卡尔布、加萨尼德、朱德哈姆和塔努赫）主要分布于阿拉伯帝国的巴勒斯坦军区、约旦军区及霍姆斯军区；盖斯部落则聚居贾齐拉、阿瓦西姆及肯奈斯林军区

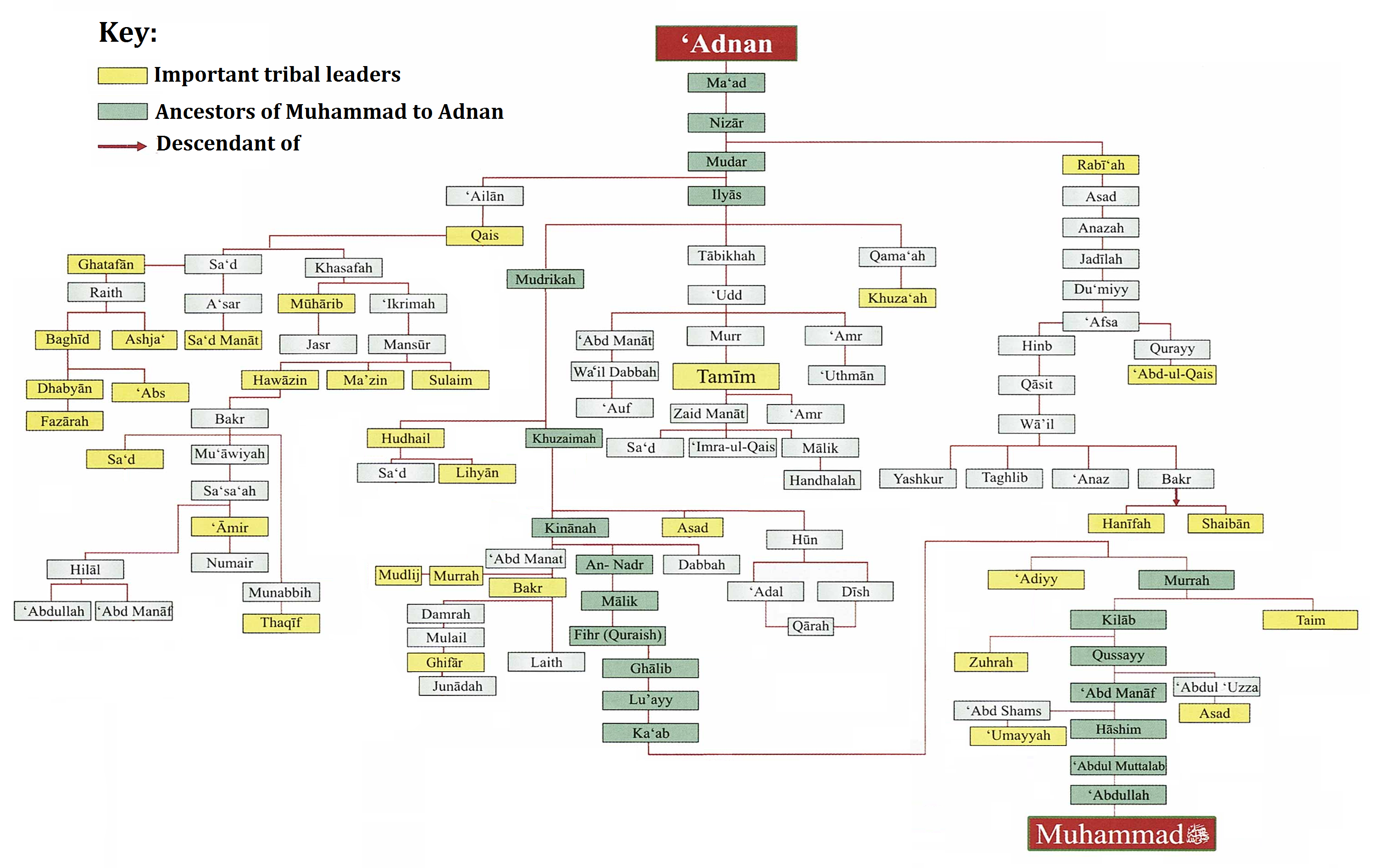
巴努阿德南部落的后裔谱系图

阿拉伯部落广泛分布于阿拉伯半岛、美索不达米亚、黎凡特、埃及、马格里布、苏丹地区及非洲之角。
黎凡特地区的阿拉伯部落传统上分为盖斯与也门部落。盖斯与也门部落的分野可追溯至前伊斯兰时期，是基于当时的旧有部落形成的，包括巴努卡尔布、金达、伽珊尼德及拉赫姆等。盖斯部落主要包括巴努基拉卜、泰伊、巴努哈尼法等。也门部落主要由巴努哈希姆、巴努马赫祖姆、巴努倭马亚等组成。  
美索不达米亚与伊朗亦有诸多土著阿拉伯部落，其历史可追溯至7世纪伊斯兰征服波斯之前。最大的伊朗阿拉伯群体是胡齐斯坦阿拉伯人，含巴努卡卜、巴尼图鲁夫及穆沙沙部落。其他的较小群体有法尔斯的卡姆塞游牧民及呼罗珊阿拉伯人。
在马格里布地区，历经数世纪的移民，巴努希拉尔、巴努苏莱姆、马基勒等部落都定居在了马格里布。巴努希拉尔部落在埃及驻留近百年，之后迁至利比亚、突尼斯与阿尔及利亚，又经百年移居到摩洛哥。
根据阿拉伯传统，各支部落按象征力量、丰饶、胜利与荣誉的“阿拉伯头骨”（جماجم العرب）划分为不同支系。多数阿拉伯部落源出以下几大世系：  
- 巴努巴克尔（英语：Banu Bakr）：后裔分布于阿拉伯半岛与伊拉克[30]
- 基纳纳（英语：Kinana）：后裔遍及阿拉伯半岛、伊拉克、埃及、苏丹、巴勒斯坦、突尼斯、摩洛哥及叙利亚[31]
- 哈瓦津（英语：Hawazin）：后裔在阿拉伯半岛、利比亚、阿尔及利亚、摩洛哥、苏丹及伊拉克[32]
- 巴努塔米姆（英语：Banu Tamim）：后裔居阿拉伯半岛、伊拉克、伊朗、巴勒斯坦、阿尔及利亚及摩洛哥[33]
- 艾兹德（英语：Azd）：后裔分布于阿拉伯半岛、伊拉克、黎凡特及北非[34]
- 加塔凡（英语：Ghatafan）：后裔在阿拉伯半岛与马格里布[35]
- 麦德哈吉（英语：Madhhaj）：后裔居阿拉伯半岛与伊拉克[36]
- 阿卜杜勒盖斯（英语：Abd al-Qays）：后裔在阿拉伯半岛
- 盖斯（英语：Qays）：后裔在阿拉伯半岛
- 库达阿（英语：Quda'a）：后裔分布于阿拉伯半岛、叙利亚及北非

## 宗教
大多數阿拉伯人信仰伊斯兰教，部分阿拉伯人信仰基督宗教。

### 基督宗教
阿拉伯基督徒组成了近东阿拉伯地区总人口的6%。在黎巴嫩，基督徒比例高达40%；在叙利亚，基督徒组成了总人口的16%。在以色列建国前，巴勒斯坦的基督徒估计高达25%，但现在只有4%，这很大程度上缘于自1948年以来以色列人与巴勒斯坦人的持续战争和动乱。在約旦河西岸和加沙，基督徒分别占8%与1%；在以色列国中，阿拉伯基督徒占2%。基督徒组成了约旦总人口的6%。大多数的移民至南美和北美的阿拉伯人是基督徒。许多澳大利亚的阿拉伯基督徒来自黎巴嫩、叙利亚和巴勒斯坦地区。除跟猶太人有共同祖先的巴勒斯坦基督徒外，阿拉伯基督徒所包括的范围向来有所争议，因为埃及的科普特人、伊拉克的亞述人和叙利亚的阿拉姆人后裔虽然也使用阿拉伯语，但并不认为自身属于阿拉伯人，而黎巴嫩的马龙派教徒则另有认同（自認迦南人、腓尼基人之後）。通常阿拉伯基督徒多指生活在阿拉伯语地区的各个基督徒群体。

## 遗传学
阿拉伯人在遗传学上具有多样性，这是阿拉伯人经由军事扩张，与西亚、北非原住民发生融合的结果。在北非，来自阿拉伯半岛的遗传祖先成分的频率自西向东呈现出递增趋势，在非洲东北部也有类似规律，沿尼罗河谷经苏丹和南苏丹向南延伸，当地群体与阿拉伯半岛的遗传亲缘性随纬度降低而减弱，遗传渐变群可追溯至阿拉伯人移民马格里布的时期。遗传研究表明，巴勒斯坦阿拉伯人与犹太人有着共同的遗传祖先，且亲缘关系密切。随着伊斯兰教传播，当地人群在后世与其他宗教、语言文化相近的群体不断融合，产生许多地理距离遥远，却在遗传学上较为相似的群体，例如约旦人、摩洛哥人、也门人之间，在遗传学上有趋同特点。
2016年的一项研究显示，阿拉伯半岛原住民是非洲起源迁徙事件之后首批形成的欧亚人群，但尽管有着同欧洲混合的遗传学迹象，他们与现代欧亚人群遗传距离仍较远。古DNA分析证实，纳图夫人与其他古代及现代中东人群乃至更广泛的欧亚大陆西部的元群体（如欧洲人和中南亚人）之间存在有遗传关联。一项2021年的研究发现，部分现代阿拉伯群体（如沙特阿拉伯人和也门人）的主要祖先成分源于当地的纳图夫狩猎采集者，而黎凡特地区的现代阿拉伯群体则有着相对更多的新石器时代安纳托利亚成分。现代阿拉伯人还存在有新石器时代伊朗的遗传成分，可追溯至青铜时代的人口迁徙。纳图夫人群还与旧石器时代的塔福拉尔特人样本存在祖先关联，塔福拉尔特人创造了马格里布地区旧石器时代晚期的伊比利亚-毛鲁西亚文化。
2018年一项研究发现，半岛阿拉伯人在遗传学上呈现两个独立聚类：第一阿拉伯半岛聚类，含沙特人、科威特人及也门人；第二阿拉伯半岛聚类，含阿曼人、阿联酋人及巴林人。整体上，阿拉伯人群可划分为四个遗传层级：马格里布阿拉伯人（阿尔及利亚人、摩洛哥人、突尼西亞人及利比亚人）与第一阿拉伯半岛聚类构成一个层级；黎凡特阿拉伯人（巴勒斯坦人、黎巴嫩人、敘利亞人及约旦人）、埃及人、伊拉克人及摩洛哥犹太人构成一个层级；东北非-岛屿群体，即苏丹人与科摩罗人构成一个层级；海湾阿拉伯群体，即第二阿拉伯半岛聚类构成一个层级。该研究证实了阿拉伯人（尤其是阿拉伯半岛人群）存在显著的遗传异质性。